# Руска Драгнева
Руска Драгнева е дългогодишен преподавател по физика, носител на „Народен орден на труда“ – златен, на орден „Св. св. Кирил и Методий“ и на званията Заслужил учител и Народен учител. Тя създава и ръководи първата в България специализирана школа за подготовка на ученици за националните и международни олимпиади по физика, които включват теоретични и лабораторни задачи. По-късно щафетата е поета от Теодосий Теодосиев. Тя е автор на сборници и ръководства по физика.
Завършва Софийския университет, след което за кратко време е преподавател в Пловдив и Бургас. От 1943 г. се завръща в Русе като учител по физика във Втора политехническа гимназия „Баба Тонка“, известна още като Математическа гимназия „Баба Тонка“. Най-големите ѝ успехи идват след като се пенсионира през 1970 г. и се заема с подготовката на талантливи ученици в специализиран кръжок по физика. Седемнадесет от тях участват в международните олимпиади по физика.